# Blåsttorpet
Blåsttorpet este o arie protejată (arie specială de conservare — SAC, sit de importanță comunitară — SCI) din Suedia întinsă pe o suprafață de 0,62 ha, integral pe uscat.

## Localizare
Centrul sitului Blåsttorpet este situat la coordonatele 62°14′52″N 16°26′46″E / 62.2478°N 16.4461°E.

## Înființare
Situl Blåsttorpet a fost declarat sit de importanță comunitară în aprilie 2004 pentru a proteja un număr necunoscut de specii din flora spontană și fauna sălbatică aflate în arealul zonei. Situl a fost protejat și ca arie specială de conservare în martie 2011.

## Biodiversitate
Situată în ecoregiunea boreală, aria protejată conține 1 habitat natural: Formațiuni ierboase bogate în specii de Nardus, dezvoltate pe substraturi silicioase în zone montane (și în zone submontane, în Europa continentală).
La baza desemnării sitului se află un număr nedeclarat de specii protejate.